# L'istruttoria - Atti del processo in morte di Giuseppe Fava
L'istruttoria - Atti del processo in morte di Pippo Fava è un'opera teatrale di Claudio Fava e Ninni Bruschetta, scritta nel 2004 e rappresentata per la prima volta il 5 gennaio 2005 al Centro Zō di Catania, in occasione del 21º anniversario dalla morte di Pippo Fava. Interprete principale: Giovanni Moschella (poi Claudio Gioè e Donatella Finocchiaro).
Lo "studio drammaturgico" racconta delle testimonianze rilasciate durante il processo per l'omicidio del giornalista originario di Palazzolo Acreide. Vengono presi di mira alcuni dei personaggi più potenti della città etnea, tra i quali Mario Ciancio e Tony Zermo, che sono arrivati quasi a sostenere che la mafia in città non esista, il boss Nitto Santapaola, il pentito Maurizio Avola, i politici Giuseppe Aleppo e Salvatore Lo Turco.
L'istruttoria è un'opera basata sulla realtà del processo Fava, ma è anche ispirata da Ultima violenza, l'ultimo dramma scritto da Fava. Entrambi sono ambientati in un'aula di tribunale  ed entrambi mettono in scena la miseria del potere che si sente invulnerabile.